# 夏商周年表
夏商周年表（か しょう しゅう ねんぴょう）は、夏商周年表プロジェクトにより作られた夏・商・周の三代の年表である。

## 先史時代
- 紀元前600,000年	- 1963年に山西省で頭骨の化石が発掘される。
- 紀元前400,000年	- 北京原人（1923年発掘）
- 紀元前50,000年 - 紀元前35,000年	石器時代後期
- 紀元前4,000年 - 紀元前3,000年　華北平原および黄河流域に人々が暮らし始める。
- 紀元前3,000年 - 紀元前2,000年 仰韶文化及び龍山文化

## 五帝
- 黄帝
- 顓頊
- 嚳
- 堯
- 舜

## 夏
（紀元前2070年？ - 紀元前1600年？）
- 禹（在位45年？）
- 啓（在位10年？）
- 太康（在位29年？）
- 中康（在位13年？)
- 相（在位28年？）
- 少康（在位21年？）
- 予（在位17年？）
- 槐（在位26年？）
- 芒（在位18年？）
- 洩（在位16年？）
- 不降（在位59年？）
- 扃（在位21年？）
- 廑（在位21年？）
- 孔甲（在位31年？）
- 皐（在位11年？）
- 発（在位11年？）
- 桀（在位52年？）

## 商
（紀元前1600年？ - 紀元前1046年？）
- 太甲（在位33年？）
- 沃丁（在位29年？）
- 太庚（在位25年？）
- 小甲（在位36年？）
- 雍己（在位12年？）
- 太戊（在位75年？）
- 中丁（仲丁）（在位11年？）
- 外壬（在位15年？）
- 河亶甲（在位9年？）
- 祖乙（在位19年？）
- 祖辛（在位16年？）
- 沃甲（在位20年？）
- 祖丁（在位32年？）
- 南庚（在位29年？）
- 陽甲（在位7年？）
- 盤庚（在位28年？）
  - 紀元前1300年　盤庚遷都する。
- 小辛（在位21年？）
- 小乙（在位21年？）
- 武丁（在位59年？）
- 祖庚（在位7年？）
- 祖甲（在位33年？）
- 廩辛（在位6年？）
- 庚丁（在位6年？）
- 武乙（紀元前1147年 - 紀元前1113年） 在位35年
- 文武丁（紀元前1112年 - 紀元前1102年） 在位11年
- 帝乙（紀元前1101年 - 紀元前1076年） 在位26年
- 帝辛（紀元前1075年 - 紀元前1046年） 在位30年

## 周
（紀元前1046年 - 紀元前249年　799年間）

### 西周
（紀元前1046年 - 紀元前771年）
- 武王 紀元前1046年 - 紀元前1043年 在位4年
- 成王 紀元前1042年 - 紀元前1021年 在位22年
- 康王 紀元前1020年 - 紀元前996年 在位25年
- 昭王 紀元前995年 - 紀元前977年 在位19年
- 穆王 紀元前976年 - 紀元前922年 在位55年
- 共王 紀元前922年 - 紀元前900年 在位23年
- 懿王 紀元前899年 - 紀元前892年 在位8年
- 孝王 紀元前892年 - 紀元前886年 在位6年
- 夷王 紀元前885年 - 紀元前878年 在位8年
- 厲王 紀元前877年 - 紀元前841年 在位37年
- 共和 紀元前841年 - 紀元前828年 在位14年
- 宣王 紀元前827年 - 紀元前782年 在位46年
- 幽王 紀元前781年 - 紀元前771年 在位11年

### 東周
（紀元前770年 - 紀元前249年）
以下の節は「夏商周年表プロジェクト（断代工程）」とは直接関係しないが、附記する。

### 春秋時代
（紀元前770年 - 紀元前476年）
- 紀元前770年　平王即位。（+紀元前720年）
- 紀元前770年　各諸侯が国を立てる。
- 紀元前767年　鄭の武公が東虢を滅ぼす。
- 紀元前722年　魯の隠公元年。この年より春秋の記述が始まる。
- 紀元前719年　桓王即位。（+紀元前697年）
- 紀元前717年　甲子年
- 紀元前696年　荘王即位。（+紀元前682年）
- 紀元前685年　斉の桓公が管仲を登用する。
- 紀元前681年　僖王即位。（+紀元前677年）
- 紀元前679年　桓公が覇者となる。
- 紀元前676年　恵王即位。（+紀元前652年）
- 紀元前661年　晋が魏・霍・耿を滅ぼす。
- 紀元前657年　甲子年
- 紀元前655年　晋の献公が太子の申生を殺す。公子重耳は狄へ逃げる。晋が虞を滅ぼす。
- 紀元前651年　襄王即位。（+紀元前619年）
- 紀元前636年　重耳が晋の文公となる。
- 紀元前632年　晋と楚が城濮で戦い、晋が勝つ。文公は覇者となる。
- 紀元前623年　楚が江を滅ぼす。
- 紀元前618年　頃王即位。（+紀元前613年）
- 紀元前612年　匡王即位。（+紀元前607年）
- 紀元前606年　定王即位。（+紀元前586年）
- 紀元前597年　甲子年
- 紀元前585年　簡王即位。（+紀元前571年）
- 紀元前571年　霊王即位。（+紀元前545年）
- 紀元前557年　斉が萊夷を滅ぼす。
- 紀元前551年　孔子誕生（+紀元前479年）
- 紀元前544年　景王即位。（+紀元前520年）
- 紀元前537年　甲子年
- 紀元前536年　鄭の宰相子産が成文法を作る。
- 紀元前520年　悼王即位。
- 紀元前519年　敬王即位。（+紀元前477年）
- 紀元前515年　呉王闔閭即位。
- 紀元前512年　孫武（*紀元前535年）投效闔閭。呉軍が楚へ侵攻する。
- 紀元前506年　呉軍が楚の首都を陥落させる。
- 紀元前505年　越が呉に侵攻する。曾参誕生（+紀元前436年）。
- 紀元前500年　斉の晏嬰死去。
- 紀元前494年　呉王夫差が越王勾践を会稽に追い詰める。
- 紀元前483年　子思誕生。（+紀元前402年　中庸の著者）。顔回死去。（*紀元前514年？）
- 紀元前481年　孔子の春秋はこの年で終わる。「獲麟」
- 紀元前480年　墨子死去。（*紀元前390年？）
- 紀元前480年　子路死去（*紀元前542年）
- 紀元前477年　甲子年
- 紀元前476年　晋が魏・韓・趙に分裂。春秋時代終わる。

### 戦国時代
（紀元前475年 - 紀元前221年）
- 紀元前475年　元王即位。（+紀元前469年）
- 紀元前473年　越王勾践が呉王夫差を滅ぼす。
- 紀元前468年　貞定王即位。（+紀元前441年）
- 紀元前463年？釈尊誕生。（+383年？）
- 紀元前447年　楚が蔡を滅ぼす。
- 紀元前445年　楚が杞を滅ぼす。
- 紀元前441年　哀王が即位し、思王が哀王を殺して即位する。
- 紀元前440年　考王が思王を殺して即位する。
- 紀元前431年　楚が莒を滅ぼす。
- 紀元前425年　威烈王即位。（+紀元前402年）
- 紀元前417年　甲子年
- 紀元前403年　魏・韓・趙が正式に諸侯と認められる。司馬光の資治通鑑はこの年より記述が始まる。
- 紀元前401年　安王即位。（+紀元前376年）
- 紀元前380年　恵施誕生。
- 紀元前375年　烈王即位。即位。（+紀元前369年）。韓が鄭を滅ぼす。
- 紀元前372年　孟子誕生（+紀元前289年）
- 紀元前369年　荘子誕生（+紀元前286年）
- 紀元前368年　顕王即位。（+紀元前321年）
- 紀元前361年　商鞅の変法運動。
- 紀元前357年　甲子年
- 紀元前328年　秦が張儀を登用する。
- 紀元前320年　慎靚王即位。（+紀元前315年　靚は青見）
- 紀元前316年　秦が蜀を滅ぼす。
- 紀元前314年　赧王即位。（+紀元前256年）
- 紀元前300年　荀子誕生。（+紀元前230年）
- 紀元前299年　孟嘗君が秦に宰相になるために入る。
- 紀元前297年　甲子年
- 紀元前289年　屈原入水自殺。（*紀元前343年？）
- 紀元前284年　燕の楽毅により斉の街の大半が占領される。
- 紀元前279年　田単により斉が復興される。
- 紀元前260年　秦と趙の間で長平の戦いが起こる。秦の白起将軍が捕虜40万を穴埋めにする。
- 紀元前256年　秦が周を滅ぼす。周は秦に九鼎を献じる。
- 紀元前255年　恵王
- 紀元前221年　秦始皇帝による統一。戦国時代終わる。